# Барбоза, Матеус
Матеус Барбоза Суарис (порт.-браз. Mateus Barbosa Soares; род. 12 января 1999, Пирасунунга, Сан-Паулу) — бразильский футболист, защитник казахстанского клуба «Атырау».

## Карьера
Воспитанник бразильского клуба «Фигейренсе».
В 2020—2021 годах играл за португальский клуб «Мафра». 1 ноября 2020 года в матче против клуба «Варзин» дебютировал в португальской Сегунде.
21 января 2021 года был арендован клубом «Лориш».
26 августа 2021 года стал игроком клуба «Эпископи». 7 ноября 2021 года в матче против клуба «Караискакис» дебютировал во втором дивизионе Греции.
4 июля 2022 года перешёл в греческий клуб «Кифисья».
13 сентября 2023 года на правах аренды перешёл в клуб «Ильюполис».
В 2024 году подписал контракт с казахстанским клубом «Атырау». 6 марта 2024 года в матче против клуба «Ордабасы» дебютировал в чемпионате Казахстана.

## Достижения
«Атырау»
- Финалист Кубка Казахстана: 2024

## Клубная статистика
| Игровая карьера | Игровая карьера | Игровая карьера | Лига | Лига | Кубок | Кубок | Межд. | Межд. | СК | СК |
| --------------- | --------------- | --------------- | ---- | ---- | ----- | ----- | ----- | ----- | -- | -- |
| 2020            | ПСТС            | ?               | 8    | 0    | —     | —     | —     | —     | —  | —  |
| 2020/21         | Мафра           | Б               | 1    | 0    | —     | —     | —     | —     | —  | —  |
| 2020/21         | Лориш           | ?               | 11   | 1    | —     | —     | —     | —     | —  | —  |
| 2021/22         | Эпископи        | Б               | 23   | 1    | —     | —     | —     | —     | —  | —  |
| 2022/23         | Кифисья         | Б               | 13   | 1    | 3     | 0     | —     | —     | —  | —  |
| 2023/24         | Кифисья         | А               | 0    | 0    | —     | —     | —     | —     | —  | —  |
| 2023/24         | Ильюполис       | Б               | 6    | 1    | —     | —     | —     | —     | —  | —  |
| 2024            | Атырау          | А               | 13   | 0    | 5     | 2     | —     | —     | —  | —  |